# Vicente Saura
Vicente Saura Villalonga (* 27. Februar 1901 in Torreblanca; † 22. März 1971) war ein spanischer Fußballspieler.

## Karriere
Saura begann seine Karriere beim FC Barcelona, mit dem er in der neu gegründeten Primera División spielte. In der ersten Saison, in der Barcelona Meister wurde, kam Saura in jedem Spiel zum Einsatz. In der zweiten Saison kam er nur noch zehn Mal zum Einsatz. Nach der Saison verließ er Barcelona.

## Erfolge
- Spanischer Meister: 1928/29